# Drosophila araiotrichia
Drosophila araiotrichia är en tvåvingeart som beskrevs av Elmo Hardy 1965. Drosophila araiotrichia ingår i släktet Drosophila och familjen daggflugor.
Artens utbredningsområde är Hawaii.